# VR Group

Линии VR
Пассажирский и грузовой трафик
Только грузовой трафик
Недостроенная линия
Историческая дорога в Порвоо

VR-Yhtymä Oyj (фин. VR-Yhtymä Oy, швед. VR-Group Ab) — государственная железнодорожная компания Финляндии. Занимается грузовыми и пассажирскими железнодорожными перевозками. Длина путей составляет 5794 км. Ширина колеи — 1524 мм (за исключением пограничного участка Торнио — Хапаранда, где проходит линия с шириной колеи 1435 мм, уже много лет законсервированная).

## История
Компания основана в 1862 году, после открытия первой в стране линии Хельсинки — Хямеэнлинна, хотя сами планы по постройке железнодорожной линии высказывались ещё в 1840-х. Строительство линии началось в 1856 году под руководством инженера Кнута Адольфа Людвига Стьернвалла, длина участка составила 96 километров. С этого момента начался бурный рост финских железных дорог.
Одна из самых важных магистралей Финляндии, между Хельсинки и Санкт-Петербургом, была спроектирована в 1867, и заложена в 1868 году, по указанию императора Александра Второго. Длина линии составила 371 километр и её строительство было завершено в феврале 1870 года, а полностью линия заработала в сентябрю того же года. К этому торжественному событию в Санкт-Петербурге был построен Финляндский вокзал.
С марта 1872 по октябрь 1873 строится 153-километровая линия Ханко — Хювинкяа, чтобы связать крупный финский порт со столицей и существующей магистралью. Поначалу это была частная линия, но в 1875 году предприятие, курировавшее её, разорилось, и правительство Финляндии выкупило её.
С 1873 по 1874 строится 33-километровая линия Порвоо — Керава, также бывшая частной до 1917 года, когда она была продана VR. В настоящее время является музейной веткой.
В 1874 году первая в стране железнодорожная линия удлиняется до города Тампере, в 1876 году — построена линия к городу Турку. Дальше строительство начало стремиться к побережью Ботнического залива. К 1883 году к железнодорожной сети был присоединен город Вааса, а в 1886 году — Оулу, порты Пиетарсаари, Коккола и Пяннайнен, города Юливиеска и Сейняйоки. В 1900 к основному ходу была подсоединена построенная за год частная линия до Раахе (проданная VR в 1926 году).
В 1885 году cдана 274-километровая линия Коувола — Куопио через Пиексямяки и Миккели. C 1887 по 1890 год строится линия Коувола — Котка, в 1902 году построен отрезок Куопио — Иисалми, который в 1904 году был продлён до Каяани, а к 1923 году — ещё на 25 километров на север, к посёлку Контиомяки.
В 1892 году построена линия Выборг-Антреа-Иматра, в 1893 году к ней подсоединяется отрезок Хиитола — Элисенваара — Сортавала, в 1894 году — участок Маткаселькя — Вяртсиля — Онкамо — Йоэнсуу.
В 1895 году сдана линия Пори-Тампере, c её последующим продлением в 1899 году до порта Мянтюлуото. В том же году началось строительство так называемой «Прибрежной железной дороги» (фин. Rantarata), состоявшей из 2 участков : Турку — Карьяа, открытый в 1899 году, и Карьяа — Хельсинки, открытый в 1903-м. В 1897 — построен участок Хаапамяки-Ювяскюля. В 1898 году завершён 42-километровый участок Ювяскюля — Суолахти. В 1899 — построена частная линия до города Хамина, купленная VR в 1916 году.
В общей сложности к 1900 году в Финляндии было проложено свыше 3300 километров путей, и сеть продолжила динамично развиваться в 20 веке.
В 1903 году построен 83-х километровый участок Карьяа — Пасила, линия от города Оулу была продлена на 131 километр на север до города Торнио, подойдя тем самым к шведской границе. В 1909 году построен участок Кеми — Рованиеми. В 1911 году сдана дорога Йоэнсуу — Лиекса — Нурмес. В 1913-м закончена линия Каскинен — Сейняйоки.
В 1913 году в Санкт-Петербурге был сдан в эксплуатацию Финляндский железнодорожный мост, соединивший железные дороги Карельского перешейка и Великого княжества Финляндского с сетью железных дорог Российской империи.
После 1917 года, когда Финляндия стала полностью независимой, в разразившуюся в ней гражданскую войну железные дороги не пострадали и продолжали исправно функционировать.
В 1919 году на финско-шведской границе строится мост между городами Торнио и Хапаранда, соединив тем самым железные дороги 2 государств.
До 1922 года VR называлась «Финляндские государственные железные дороги» (фин. Suomen Valtion Rautatiet). До 1995 года существовала под именем Valtionrautatiet (Государственные железные дороги). VR group, кроме железнодорожного транспорта, является владельцем автобусной компании Pohjolan Liikenne и компании грузоперевозок VR Transpoint .
На 2013—2015 годы были намечены крупные проекты по модернизации монополии.
В январе 2016 года компания закрыла билетные кассы в ряде городов Финляндии (Хямеэнлинна, Пасила, Йоэнсуу, Карьяа, Коккола, Коувола, Куопио, Лаппеэнранта, Миккели, Рийхимяки, Рованиеми, Сейняйоки и Вааса), перейдя на продажу билетов через сайт, автоматы, сеть магазинов R-kioski, а также непосредственно в поездах.
C марта 2016 года начинается сокращение количества пассажирских поездов и направлений. В частности:
- полностью прекращается движение следующих поездов:
  - Йоэнсуу — Нурмес (160 км, до этого момента 2 пары в день);
  - Тампере — Кеуруу (до этого момента 2 пары + 1 до промежуточной станции Вилппула[англ.]);
  - Йювяскюля — Хаапамяки[англ.] — Сейняйоки (194 км, до этого момента 3 пары);
  - Хельсинки — Карьяа (86 км, в будние дни — 6 пар, Сб — 4, Вс — 3);
  - Поезда Пиексямяки — Йоэнсуу сокращаются до станции Варкаус (2 пары);
- сокращается число пар на следующих участках:
  - Рийхимяки — Лахти — число пар сокращается примерно вдвое;
  - Коувола — Котка (5 пар вместо 6);
  - Ханко — Карьяа (2 пары в неделю из 49 отменяются);
  - Каяани — Оулу (4 пары вместо 5);
  - Сейняйоки — Рованиеми (сокращается по одной паре Сейняйоки — Коккола и Коккола — Оулу);
  - Хельсинки — Коувола — Куопио — сокращается один поезд Хельсинки — Куопио и один Куопио — Коувола.

## VR и РЖД
Сотрудничество Финских и Российских железных дорог началось со времен их создания и прерывалось только во время Финской войны и Великой Отечественной войны.

### Пассажирские международные поезда
- «Лев Толстой» (Москва — Хельсинки)
- Allegro (Санкт-Петербург — Хельсинки) — с 12 декабря 2010 года; до этого по маршруту ходили поезда «Репин» и Sibelius.

### Грузоперевозки
По железным дорогам VR также курсирует немало грузовых поездов.

## Электрификация VR

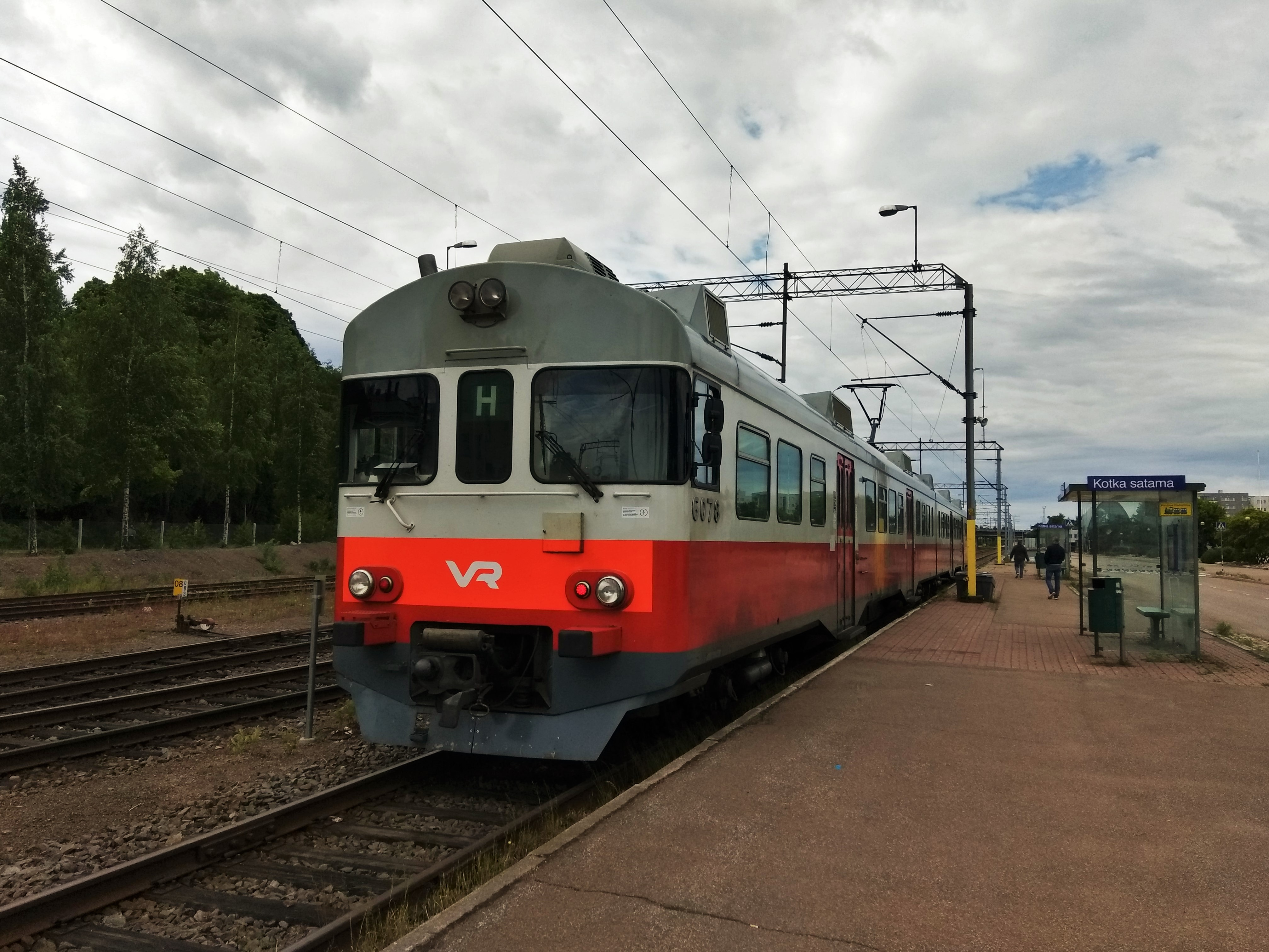
Электропоезд Sm2 сообщением Котка-порт — Коувола, на станции Котка-порт

Железнодорожная сеть Финляндии электрифицирована исключительно переменным током. Первый электрифицированный участок Хельсинки — Киркконумми открылся в 1969 году, 26 января. Затем, в 1972 году электрифицирован участок Хельсинки — Рийхимяки. Электрификация шла поэтапно, последним участком на 2020 год является линия Оулу — Иисалми — Вартиус, который был закончен в 2006 году.
Основным пассажирским электровозом является модель SR2 фирмы Bombardier Transportation. Из-за того, что на Октябрьской железной дороге распространён постоянный ток, на участке Вайниккала-Бусловская используются электровозы двойного питания ВЛ82 и ЭП20. Сами же Финские железнодорожники используют электровозы производства заводов Bombardier, ABB, НЭВЗ.Самым старым используемым типом электровозов VR является модель SR1 производства НЭВЗ. С 2017 по 2026 годы, для постепенной замены устаревающих SR1, запланирована закупка элетровозов серии SR3, созданных на базе электровоза Siemens Vectron На пригородных маршрутах ходят электропоезда серий Sm2, строившиеся на финском заводе Valmet в 1975—1981 годах, которые сейчас остались в основном на юге страны, постепенно им на замену пришли швейцарские составы Stadler FLIRT (финское обозначение Sm5). Пригородные поезда серии Sm1 (постройки завода Valmet 1969—1973 годов) полностью выведены из эксплуатации в 2016 году.

## Пассажирские перевозки

### Поезда InterCity

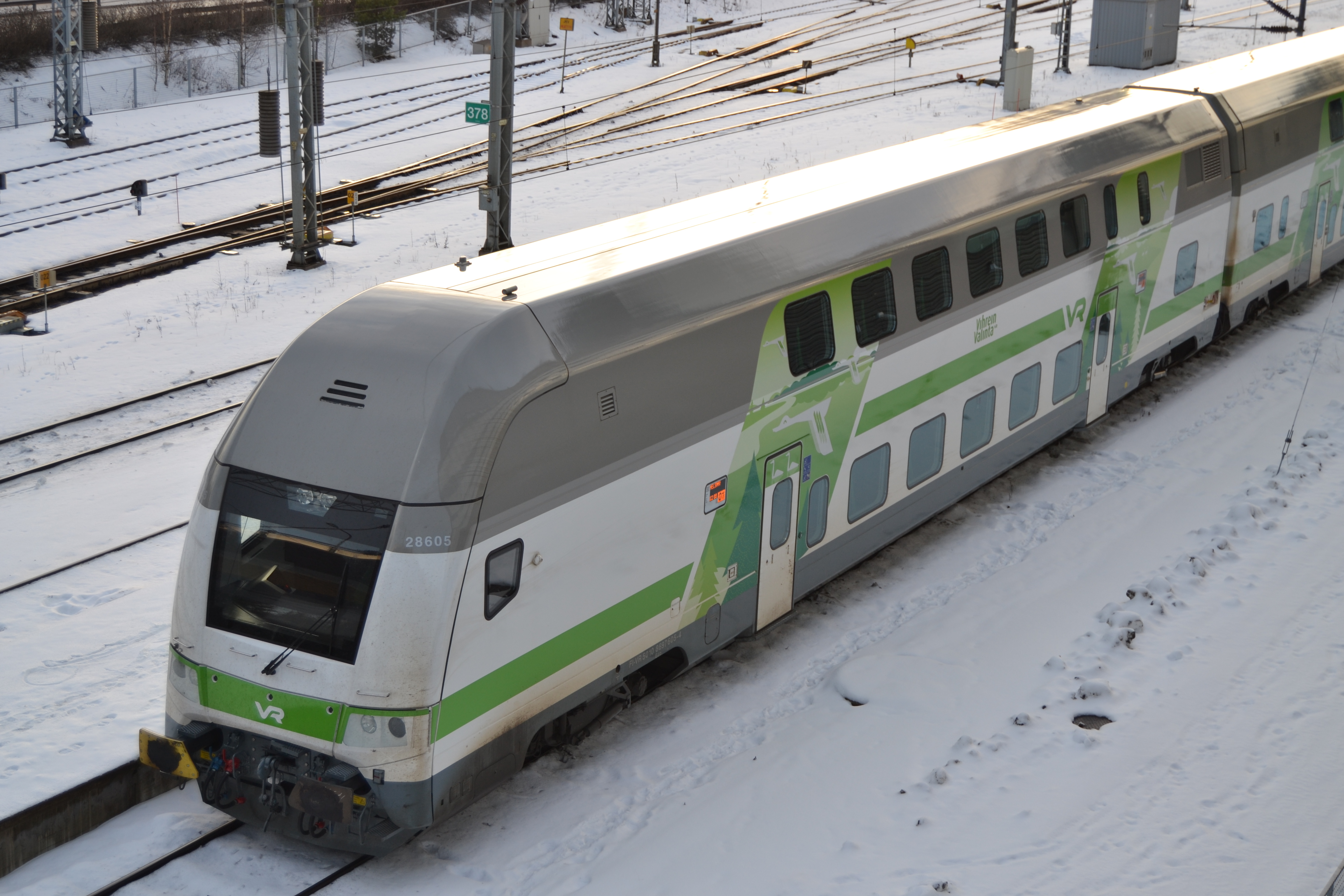
Поезд InterCity на станции Йювяскюля

Поезда InterCity ходят на всех основных маршрутах (например, Хельсинки — Тампере, Оулу — Рованиеми, Хельсинки — Куопио, Хельсинки — Турку, Хельсинки — Каяни, Хельсинки — Йоэнсуу, Турку — Тампере / Пиексямяки). Это скоростные поезда под локомотивной тягой, развивающие скорость 140—200 км / ч. Одноэтажные InterCity развивают 160 км / ч, а двухэтажные до 200 км / ч. Отличительная окраска — зелёный с белым (ранее красный с белым), и обозначение буквой х (один этаж) или D (два этажа). В двухэтажных вагонах имеется кондиционер и беспроводная локальная сеть.

### Pendolino

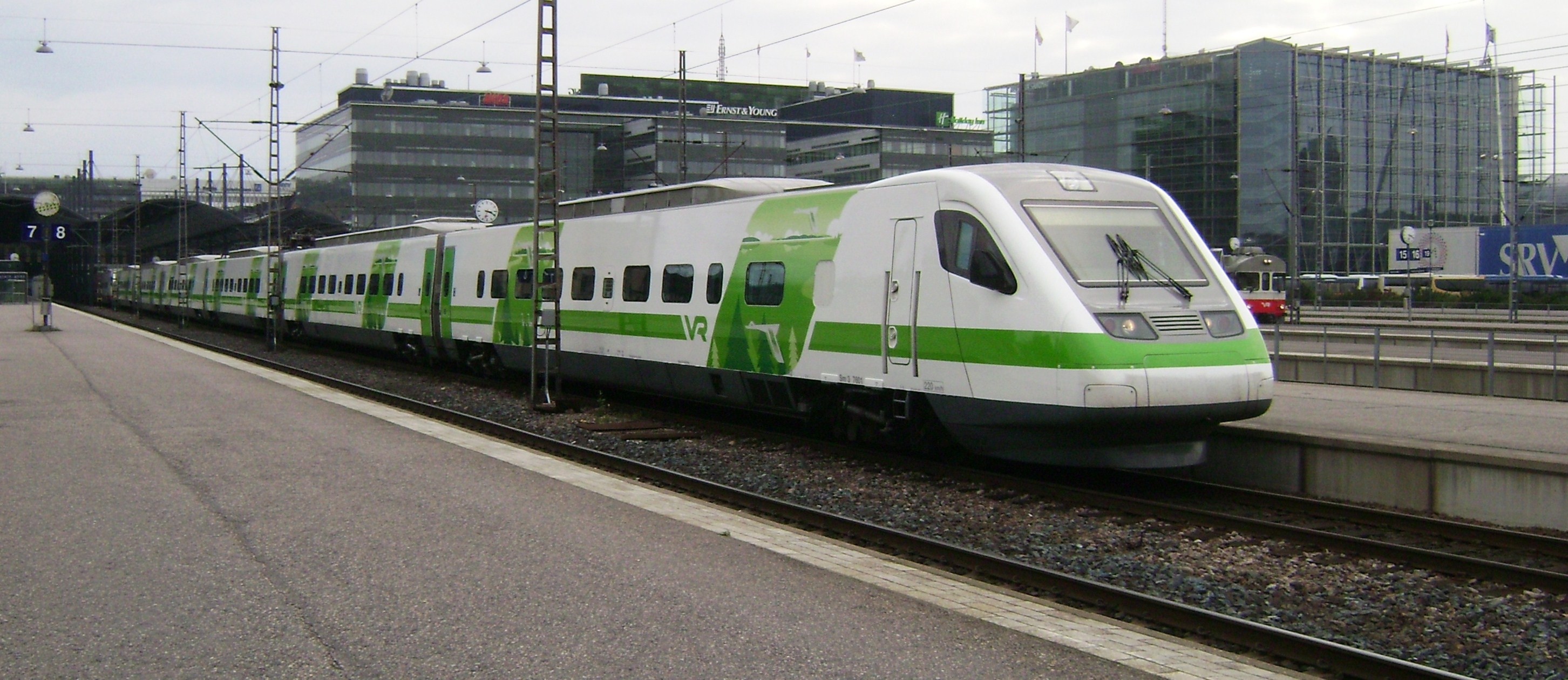
Электропоезд Pendolino на вокзале Хельсинки

Высокоскоростной электропоезд с наклоняемым кузовом.
Самый быстрый поезд в Финляндии. Благодаря наклонам кузова поезд проходит кривые на 35 процентов быстрее, чем другие поезда. Останавливается только на крупных станциях. Развивает скорость 220 км/ч. Первый поезд Pendolino заказан в 1992 году.

### «Синие вагоны» (фин.Siniset vaunut)

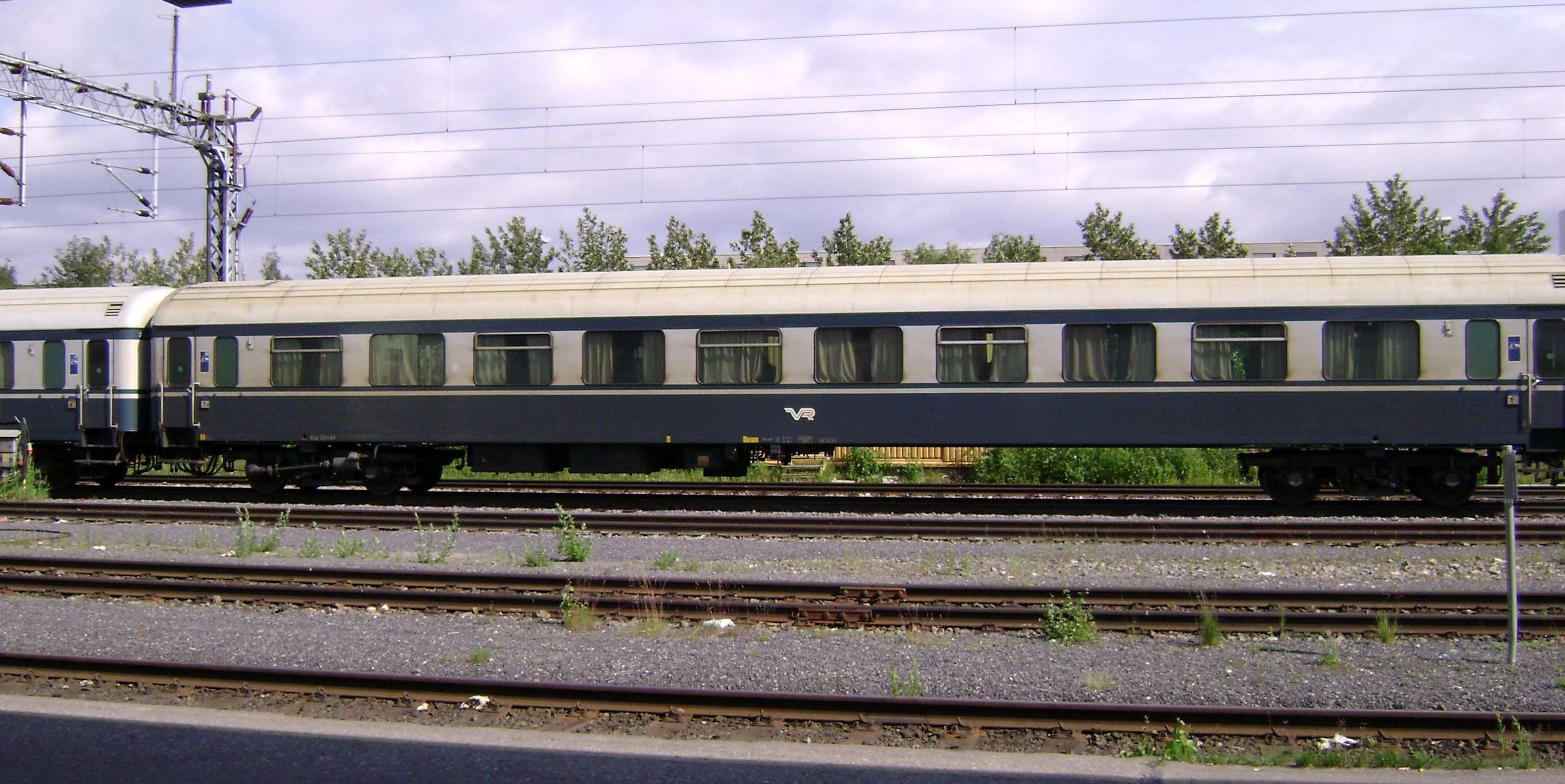
«Синий вагон»

«Синие вагоны», или «немецкие вагоны» используются в экспрессах с 1970-х годов, когда они заменили более старые «коричневые вагоны». Первые вагоны этой модели были построены в немецком городе Эсслингене концерном Maschinenfabrik Esslingen, затем производство было налажено на заводе Valmet, где они производились до 1985 года. Выпускались, как с сидячим салоном, так и в купейном варианте, а также в нескольких других типах (вагон-ресторан, почтовый вагон, вагон-электростанция). Всего было произведено около 600 вагонов. Самые старые вагоны уже утилизированы и заменены на InterCity и Pendolino. Последние вагоны ожидается списать к 2020 году.
В спецификациях VR эти вагоны носят аббревиатуры Eit, Eip и Ein, Ems, а также некоторые другие. Все они несколько различаются между собой, как внутренне, так и внешне.

### Пригородные и региональные поезда

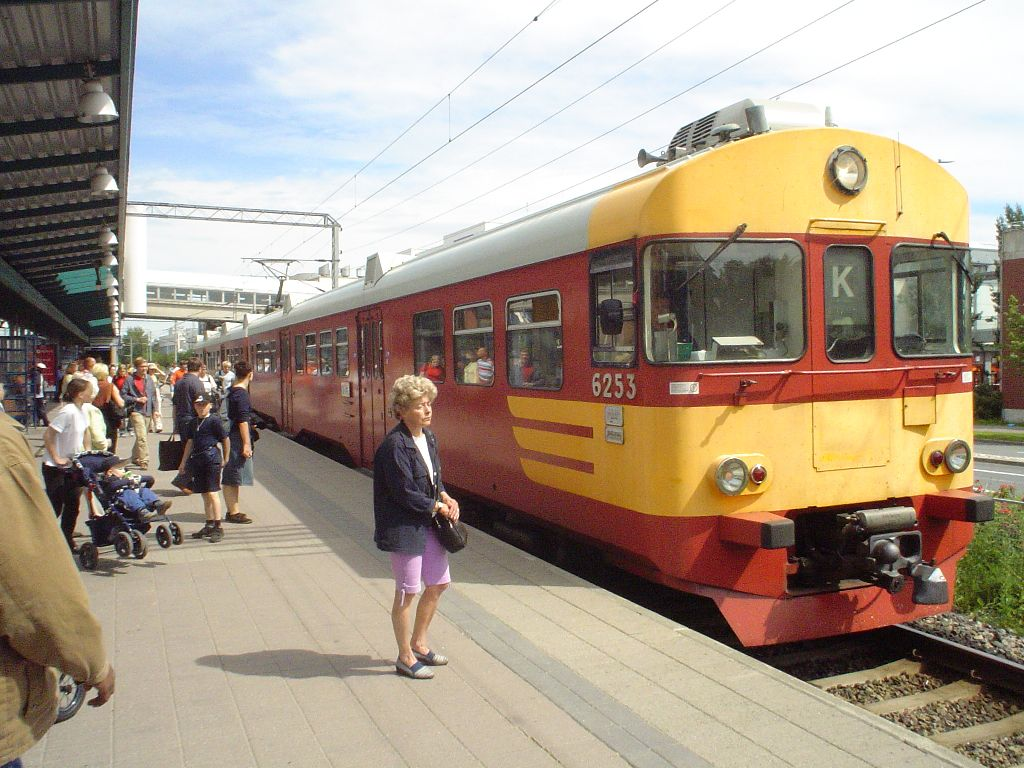
Электропоезд Sm2 в старой раскраске на станции Малми в Хельсинки

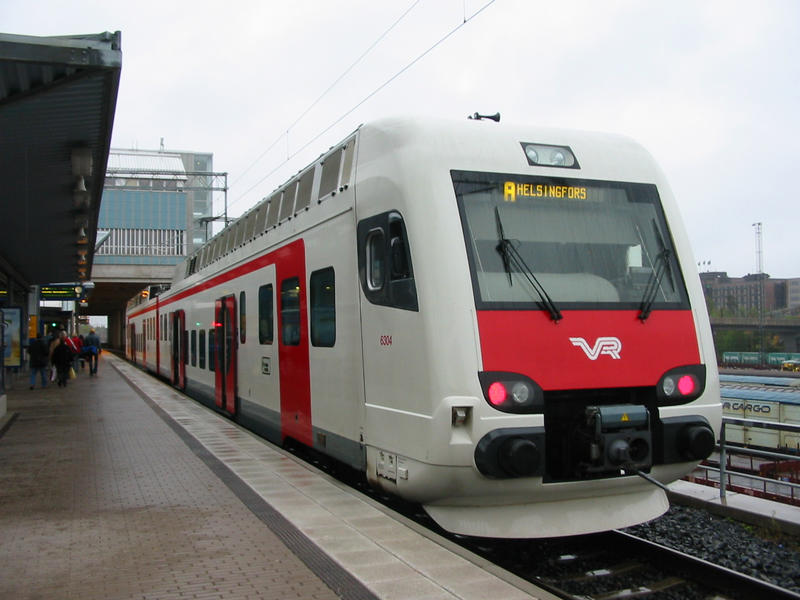
Электропоезд Sm4 на станции Пасила в Хельсинки

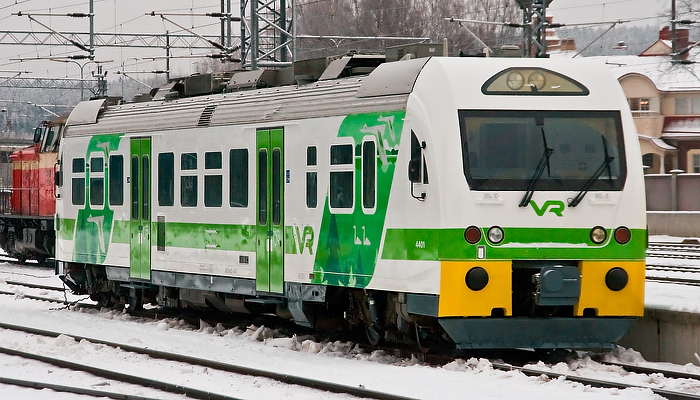
Автомотриса Dm12 на станции Йювяскюля

Пригородные перевозки в привычном понимании имеются только в столичном регионе. От станции Хельсинки электропоезда идут по двум основным направлениям: на запад (Береговая линия — до Леппяваара, Кауклахти, Киркконумми) и на северо-восток (Главная линия — до Керава, Рийхимяки, Лахти). Также имеется кольцевая линия, соединяющая Главную и Береговую линии через аэропорт. Подвижной состав представлен электропоездами как старых серий Sm1 и Sm2 постройки 1970-х годов (финский завод Valmet), так и современными Sm4 (FIAT) и Sm5 (Stadler FLIRT).
В регионах роль пригородных поездов играют так называемые региональные поезда (фин. Taajamajuna). Такие поезда охватывают далеко не всю сеть железных дорог и ходят по отдельным участкам. На электрифицированных участках используются электропоезда Sm4, на неэлектрифицированных — автомотрисы (рельсовые автобусы) Dm12 чешской фирмы Škoda. Региональные поезда курсируют на следующих участках.
- Электрифицированные участки (поезда Sm4):
  - Рийхимяки — Лахти
  - Лахти — Коувола
  - Коувола — Котка-гавань
  - Рийхимяки — Тампере
- Неэлектрифицированные участки (рельсовый автобус Dm12):
  - Париккала — Савонлинна
  - Йоэнсуу — Нурмес
  - Йоэнсуу — Пиексямяки
  - Ийсалми — Юливиеска
  - Тампере — Хаапамяки — Кеуруу
  - Карьяа — Ханко
  - Йювяскюля — Сейняйоки

## Запрет табакокурения
3 июня 2013 года вступило в силу решение VR Group о запрете курения во всех поездах дальнего следования.